# Miquel-Lluís Muntané
Miquel-Lluís Muntané (Barcelona, 1956) es un escritor español en lengua catalana, periodista y sociólogo especializado en sociología de la cultura.

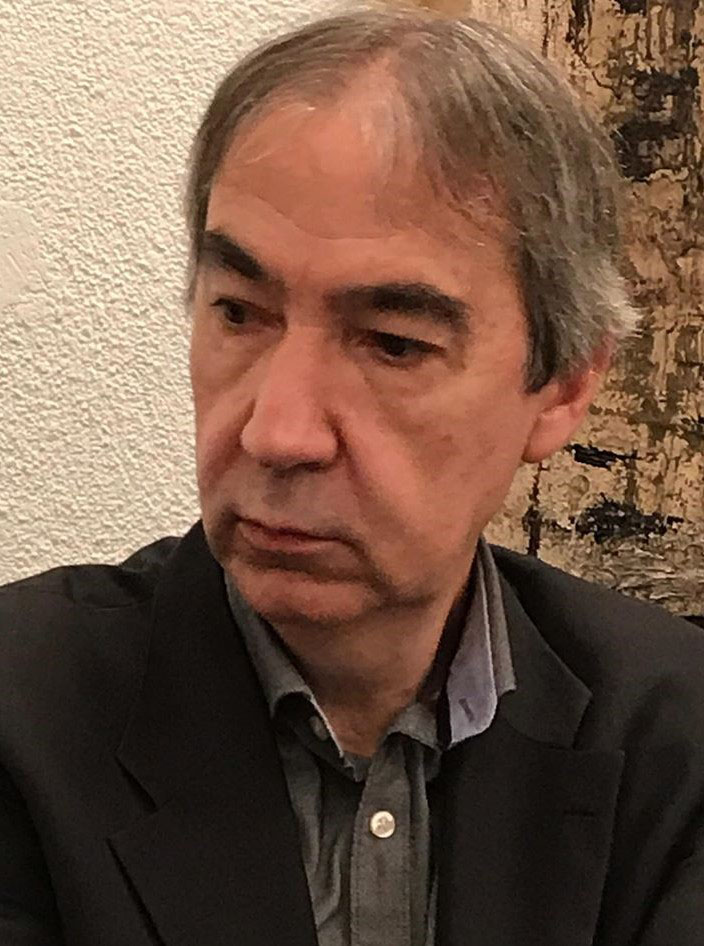
Miquel-Lluís Muntané

## Biografía
Inició su trayectoria profesional como docente en la enseñanza secundaria y colaborando en varias empresas del ámbito editorial. En 1980 fundó la revista Saba Poètica, que editó y dirigió a lo largo de doce años. Colabora con regularidad en los medios de comunicación sobre temas de cultura y arte y fue reconocido en 2007 con el Premio Climent Mur por sus trabajos en el campo del asociacionismo cultural. Ha sido profesor en el Instituto de Ciencias de la Educación de la Universidad de Barcelona y miembro del Consejo de la Cultura de Barcelona, así como presidente de la Asociación de Críticos Musicales en Lengua Catalana. Ejerce como directivo, patrono o asesor en varias fundaciones y asociaciones culturales y forma parte de algunos jurados literarios. Como escritor es autor de una producción extensa –una parte de la cual se ha traducido al español, al francés y al portugués– que abarca la mayor parte de géneros: poesía, novela, biografía, ensayo, teatro y cuento infantil. Asimismo, es autor de varias traducciones del francés al catalán (entre las que destacan autores como Robert Vinas, Cyril Collard y Pascal Quignard) y fue traductor de El Correo de la UNESCO a esta lengua. Su obra poética y de ficción, que cierta crítica ha situado dentro de la “generación de los 80”, se caracteriza por una reflexión, serena aunque incisiva, acerca de la condición humana a partir de una observación minuciosa de lo cotidiano.

## Obra publicada
- L'esperança del jonc (poesía, 1980)
- Crònica d'hores petites (narraciones, 1981)
- Llegat de coratge (poesía, 1983)
- A influx del perigeu (poesía, 1985)
- De portes endins (teatro, 1987)
- Antoni Coll i Cruells, el valor d'una tasca (biografía, 1987)
- L'espai de la paraula (ensayo, 1990)
- Actituds individuals per la pau (ensayo, 1991)
- La penúltima illa (teatro, 1992)
- L'altra distància (poesía, 1994)
- Millor actriu secundària (novela, 1997)
- El foc i la frontera (poesía, 1997)
- UNESCO, història d'un somni (ensayo, 2000)
- Madrigal (narraciones, 2001)
- Migdia a l'obrador (poesía, 2003)
- La fi dels dies llargs (novela, 2005)
- La seducció dels rius (dietario, 2006)
- Cultura i societat a la Barcelona del segle XVII (ensayo, 2007)
- Encetar la poma. Escrits sobre cultura (selección de artículos, 2008)
- El tomb de les batalles (poesía, 2009)
- La hiedra obstinada (poesía, 2010) (traducción de "L'altra distància" y "Migdia a l'obrador" a cargo de J.A. Arcediano y A. García-Lorente)
- Hores tangents (poesía, 2012)
- De sèver i de quars. Apunts memorialístics 1981-1999 (memorias, 2015)
- Qualitats de la fusta (poesía, 2016)
- El moviment coral dins el teixit social català. (ensayo, 2016)
- Frontisses. Mirades a una primavera (dietario, 2018)
- Miquel Pujadó, el bard incombustible (biografía, 2019)
- Diu que diuen... (narrativa infantil, 2019)
- Horas tangentes (poesía, 2020) (traducción)
- Passatges (poesía, 2020)
- Teatre: Fulls en blanc / Per l’amor d’Eva (teatro, 2021)
- Ombres sobre un fons blau (memorias, 2022)
- L'ull i el sextant (poesia, 2023)